# Cipriano Martins
José Joaquim Cipriano Martins ( ? -1886/7), pintor naturalista membro do "Grupo do Leão"

## Obras
- Paisagem